# نورة غوين
نورة غوين (بالإنجليزية: Nora Guinn)‏ هي محامية وقاضية أمريكية، ولدت في 11 نوفمبر 1920 في أكياك في الولايات المتحدة، وتوفيت في 6 يوليو 2005 في ألاسكا في الولايات المتحدة.